# Taranto Football Club 1985-1986
Questa voce raccoglie le informazioni riguardanti il Taranto Football Club nelle competizioni ufficiali della stagione 1985-1986.

## Stagione
Nella stagione 1985-1986 il Taranto disputa il girone B della Serie C1, ottiene il secondo posto con 44 punti e risale subito in Serie B. Ci sono molte novità in questa stagione tarantina: dopo il fallimento dell'Associazione Sportiva Taranto è nato il Taranto Football Club, il nuovo presidente è Vito Fasano il quale decide di affidare la panchina a Tom Rosati che da tempo non gode di buona salute; a fine agosto, mentre il Taranto sta disputando il terzo girone di qualificazione della Coppa Italia, viene a mancare, è il 27 del mese. Per sostituirlo si sceglie Antonio Renna che con maestria guida i rossoblù verso un pronto riscatto, disputando un torneo di regolarità, ottenendo 22 punti sia nel girone di andata che in quello discendente, chiudendo il torneo al secondo posto, ad una lunghezza dal Messina, entrambe promosse in Serie B, che hanno superato nello sprint finale del campionato, il Barletta giunto terzo con 41 punti, coronando in questo modo il sogno di riportare il Taranto, nonostante le vicissitudini umane e societarie, in una sola stagione tra i cadetti. Nella Coppa Italia il Taranto disputa prima del campionato il terzo girone di qualificazione, che ha promosso agli Ottavi di finale l'Atalanta e la Sampdoria. Avendo disputato la Coppa Italia nazionale la compagine tarantina è stata ammessa di diritto ai sedicesimi di finale della Coppa Italia di Serie C, dove ha eliminato nel doppio confronto il Sorrento, poi negli ottavi di finale, giocati a febbraio, ha ceduto il passo al Monopoli.

## Rosa
| N. |                   | Ruolo | Calciatore             |
| -- | ----------------- | ----- | ---------------------- |
|    | Italia (bandiera) | C     | Rosario Biondo         |
|    | Italia (bandiera) | C     | Federico Caputi        |
|    | Italia (bandiera) | D     | Vincenzo Chiarenza     |
|    | Italia (bandiera) | D     | Daniele Conti          |
|    | Italia (bandiera) | C     | Stefano Dalla Costa    |
|    | Italia (bandiera) | C     | Giuseppe Donatelli (I) |
|    | Italia (bandiera) | A     | Nicola D'Ottavio       |
|    | Italia (bandiera) | A     | Umberto Formoso        |
|    | Italia (bandiera) | P     | Daniele Goletti        |
|    | Italia (bandiera) | P     | Roberto Incontri       |

| N. |                   | Ruolo | Calciatore          |
| -- | ----------------- | ----- | ------------------- |
|    | Italia (bandiera) | C     | Antonio Lopez       |
|    | Italia (bandiera) | C     | Pietro Maiellaro    |
|    | Italia (bandiera) | C     | Silvio Paolucci     |
|    | Italia (bandiera) | C     | Salvatore Pesce     |
|    | Italia (bandiera) | C     | Giacomo Piangerelli |
|    | Italia (bandiera) | D     | Maurizio Poli       |
|    | Italia (bandiera) | C     | Luigi Rocca         |
|    | Italia (bandiera) | D     | Antonio Sassarini   |
|    | Italia (bandiera) | D     | Felice Secondini    |
|    | Italia (bandiera) | D     | Marco Serra         |

## Risultati

### Serie C1

#### Girone di andata
| Messina 22 settembre 1985 1ª giornata | Messina             | 0 – 0 | Taranto | Stadio Giovanni Celeste\| Arbitro: \| Bailo (Novi Ligure) \| |
| Arbitro:                              | Bailo (Novi Ligure) |       |         |                                                              |

| Arbitro: | Bruni (Arezzo) |

|               |           |  |
| D'Ottavio 23’ | Marcatori |  |

| Arbitro: | Felicani (Bologna) |

|            |           |  |
| Romiti 52’ | Marcatori |  |

| Brindisi 13 ottobre 1985 4ª giornata | Brindisi        | 0 – 0 | Taranto | Stadio Comunale\| Arbitro: \| Bettini (Forlì) \| |
| Arbitro:                             | Bettini (Forlì) |       |         |                                                  |

| Arbitro: | Grechi (Milano) |

|                                          |           |              |
| Pesce 9’ Paolucci 36’ D'Ottavio 65’, 75’ | Marcatori | 19’ Barrella |

| Arbitro: | Acri (Novi Ligure) |

|                         |           |                                          |
| Messina 40’, 85’ (rig.) | Marcatori | 6’ Paolucci 54’, 78’ Pesce 75’ D'Ottavio |

| Taranto 3 novembre 1985 7ª giornata | Taranto           | 0 – 0 | Casertana | Stadio Erasmo Iacovone\| Arbitro: \| Schiavon (Padova) \| |
| Arbitro:                            | Schiavon (Padova) |       |           |                                                           |

| Arbitro: | Barbaraci (Cagliari) |

|               |           |  |
| Bartolini 11’ | Marcatori |  |

| Taranto 17 novembre 1985 9ª giornata | Taranto            | 0 – 0 | Cavese | Stadio Erasmo Iacovone\| Arbitro: \| Stafoggia (Pesaro) \| |
| Arbitro:                             | Stafoggia (Pesaro) |       |        |                                                            |

| Sorrento 24 novembre 1985 10ª giornata | Sorrento            | 0 – 0 | Taranto | Stadio Italia\| Arbitro: \| Cazzamalli (Milano) \| |
| Arbitro:                               | Cazzamalli (Milano) |       |         |                                                    |

| Arbitro: | Pomentale (Bologna) |

|                      |           |  |
| D'Ottavio 13’ (rig.) | Marcatori |  |

| Arbitro: | Nicchi (Arezzo) |

|                |           |              |
| Di Michele 59’ | Marcatori | 52’ Paolucci |

| Arbitro: | Scalcione (Matera) |

|                                 |           |              |
| Paolucci 26’ Maiellaro 66’, 84’ | Marcatori | 61’ Consagra |

| Arbitro: | Bettini (Forlì) |

|           |           |               |
| Ricci 54’ | Marcatori | 83’ Secondini |

| Arbitro: | Schiavon (Padova) |

|                    |           |              |
| D'Ottavio 45’, 77’ | Marcatori | 10’ De Vitis |

| Livorno 12 gennaio 1986 16ª giornata | Livorno           | 0 – 0 | Taranto | Stadio Comunale\| Arbitro: \| Scalise (Bologna) \| |
| Arbitro:                             | Scalise (Bologna) |       |         |                                                    |

| Arbitro: | Mazzetti (Firenze) |

|                            |           |  |
| D'Ottavio 3’ Donatelli 49’ | Marcatori |  |

#### Girone di ritorno
| Arbitro: | Acri (Novi Ligure) |

|                            |           |            |
| Maiellaro 15’ Paolucci 26’ | Marcatori | 38’ Napoli |

| Arbitro: | Nicchi (Arezzo) |

|                                  |           |                         |
| Rossi 40’ Mucciarelli 59’ (rig.) | Marcatori | 56’ D'Ottavio 69’ Rocca |

| Arbitro: | Pucci (Firenze) |

|                                       |           |  |
| Maiellaro 5’, 50’ Biondo 8’ Rocca 86’ | Marcatori |  |

| Arbitro: | Dal Forno (Ivrea) |

|                         |           |  |
| Rocca 14’ D'Ottavio 52’ | Marcatori |  |

| Arbitro: | Bettini (Padova) |

|                                                        |           |               |
| Coletta 15’ Corsini 46’ Valori 71’ Cocomello Vento 86’ | Marcatori | 78’ D'Ottavio |

| Arbitro: | Bailo (Novi Ligure) |

|               |           |  |
| Maiellaro 27’ | Marcatori |  |

| Caserta 9 marzo 1986 24ª giornata | Casertana         | 0 – 0 | Taranto | Stadio Alberto Pinto\| Arbitro: \| Scalise (Bologna) \| |
| Arbitro:                          | Scalise (Bologna) |       |         |                                                         |

| Taranto 23 marzo 1986 25ª giornata | Taranto         | 0 – 0 | Ternana | Stadio Erasmo Iacovone\| Arbitro: \| Grechi (Milano) \| |
| Arbitro:                           | Grechi (Milano) |       |         |                                                         |

| Arbitro: | Calabretta (Catanzaro) |

|             |           |  |
| Malaman 86’ | Marcatori |  |

| Arbitro: | Caprini (Perugia) |

|              |           |  |
| Paolucci 87’ | Marcatori |  |

| Cosenza 13 aprile 1986 28ª giornata | Cosenza            | 0 – 0 | Taranto | Stadio San Vito\| Arbitro: \| Acri (Novi Ligure) \| |
| Arbitro:                            | Acri (Novi Ligure) |       |         |                                                     |

| Arbitro: | Frattin (Castelfranco Veneto) |

|              |           |  |
| Paolucci 83’ | Marcatori |  |

| Arbitro: | Bruni (Arezzo) |

|                               |           |               |
| Irrera 58’ Schillaci 60’, 76’ | Marcatori | 87’ Maiellaro |

| Arbitro: | Ingargiola (Marsala) |

|                      |           |  |
| D'Ottavio 44’ (rig.) | Marcatori |  |

| Arbitro: | Bettini (Forlì) |

|                  |           |               |
| Serra 36’ (aut.) | Marcatori | 20’ D'Ottavio |

| Arbitro: | Vasselli (Roma) |

|                            |           |  |
| Paolucci 34’ D'Ottavio 49’ | Marcatori |  |

| Arbitro: | Pucci (Firenze) |

|          |           |               |
| Rosa 47’ | Marcatori | 12’ Maiellaro |

### Coppa Italia

#### Primo turno
| Arbitro: | Lombardo (Marsala) |

|            |           |                                         |
| Caputi 85’ | Marcatori | 28’, 40’ Souness 44’ Vialli 83’ Francis |

| Arbitro: | Cassi (Pisa) |

|          |           |  |
| Silva 8’ | Marcatori |  |

| Taranto 28 agosto 1985 3ª giornata | Taranto       | 0 – 0 | Lazio | Stadio Erasmo Iacovone\| Arbitro: \| Testa (Prato) \| |
| Arbitro:                           | Testa (Prato) |       |       |                                                       |

| Arbitro: | Gabbrielli (Prato) |

|                         |           |  |
| Magrin 12’ Simonini 77’ | Marcatori |  |

| Arbitro: | Da Pozzo (Monza) |

|                            |           |                |
| Paolucci 18’ Donatelli 89’ | Marcatori | 58’ Longobardo |

### Coppa Italia di Serie C

#### Fase finale
| Sorrento 18 dicembre 1985 Sedicesimi di finale - Andata | Sorrento        | 0 – 0 | Taranto | Stadio Italia\| Arbitro: \| Vasselli (Roma) \| |
| Arbitro:                                                | Vasselli (Roma) |       |         |                                                |

| Arbitro: | Fiorenza (Siena) |

|           |           |  |
| Pesce 90’ | Marcatori |  |

| Arbitro: | Mazzalupi (Roma) |

|                       |           |  |
| Pesce 51’ Formoso 60’ | Marcatori |  |

| Arbitro: | Scalcione (Matera) |

|                                  |           |  |
| Quaranta 17’ Lanci 80’ Silva 90’ | Marcatori |  |